# 心檐南星
心檐南星（学名：Arisaema cordatum）是天南星科天南星属的植物，是中国的特有植物。分布在中国大陆的广西、广东等地，多生长于密林中，目前尚未由人工引种栽培。

## 别名
七叶莲（广西）